# Pomáz
Pomáz (německy Paumasch) je město v Maďarsku v župě Pest, spadající pod okres Szentendre. Město se nachází pod Pilišskými vrchy, v bezprostřední blízkosti Budapešti. V roce 2015 zde žilo 16 624 obyvatel, z nichž jsou 82,6 % Maďaři. Pomáz sousedí s městy Budakalász, Pilisvörösvár a Szentendre. Poblíže jsou též obce Csóbanka, Pilisborosjenő a Üröm.

## Historie

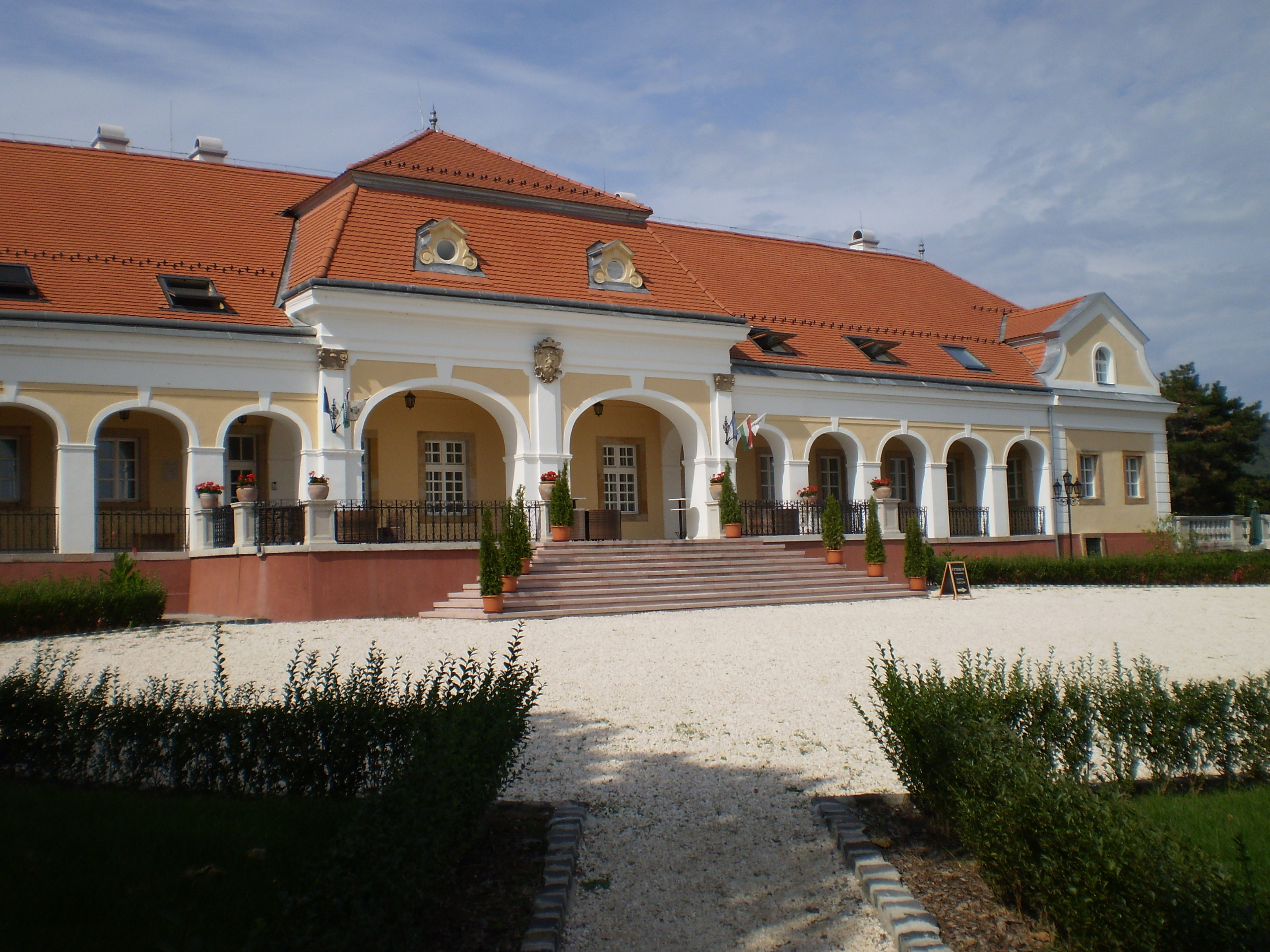
Zámek Teleki-Wattay

Název města je nejspíše latinského původu, neboť v blízkosti Pomázu se nacházela osada již během existence Římské říše. Odkazuje na latinské označení pro jabloň, resp. pro jablka. Předpokládá se, že zde ale existovalo nějaké osídlení ještě dříve.
První písemná zmínka o současném Pomázu pochází z roku 1138, kdy bylo majetkem opatství Dömös. Z darovacího dokumentu v roce 1277 bylo zřejmé, že král Ladislav IV. daroval svůj majetek v Pomázu princezně Alžbětě a řeholnicím na nedalekém Szentenderském ostrově. Sídlo roku 1348 zničila povodeň a následně morová epidemie. Tyto rány se často vracely, např. v roce 1364 apod. Stál zde středověký palác, zničen byl během Rákócziho vzpouře na počátku 18. století. 
Po příchodu Turků zde dle jejich záznamů žilo v roce 1546 jen pouhých 10 maďarských rodin. Pozemky připadly Kásimovi Pašovi z Budína. Podle záznamů z roku 1599 vymýtil místní obyvatelstvo mor. Během dlouhých období válek mezi Habsbursky a Turky byl Pomáz dlouhou dobu neobydlen.
Historicky zde, stejně jako v nedalekém Szentendre, žilo srbské obyvatelstvo. To sem pozval rod Wattayů, který zde vlastnil pozemky nedlouho po podepsání míru mezi oběma znepřátelenými stranami. Ti zde postavili pravoslavný kostel. Jedna z místních částí (Szelistye) je původem z jihoslovanských jazyků (od Selište, znamenající v češtině zhruba osídlení, další Orlovác odkazuje na ptáka orla apod.). Po vzniku Království Srbů, Chorvatů a Slovinců se jeho značná část vystěhovala do nové vlasti. Dodnes je zde dochován velký pravoslavný kříž.
Většina obyvatel se zabývala zemědělstvím, pěstováním hroznů a ovoce a své produkty prodávala na trzích ve vzdálenějším Szentendre a v Budíně. Od 2. poloviny 18. století rostl význam řemesla, vycházejícího především z místních potřeb. Kromě koželuhů, zpracovatelů kůže, výrobců kol a zedníků bylo známo i nemálo kovářských dílen. Na mapách prvního vojenského mapování z konce 18. století se Pomáz objevuje jako malá vesnice na úpatí kopce Meselia. Svahy byly pokryté vinicemi. Hlavní osu tehdejší obce tvořil potok Déra.
V roce 1888 dosáhla města železnice, která vedla z Budína do Szentendre.
Na počátku 20. století se zde objevil drobný průmysl a vznikla i průmyslnická společnost. Stal se rovněž i sídlem okresu. Textilní továrna přežila i znárodnění a ještě v roce 1990 zaměstnávala 600 lidí. Podle rakousko-uherského sčítání lidu z roku 1910 zde bylo značně národnostně i nábožensky různorodé obyvatelstvo. Zastoupeni byli Maďaři, Srbové, Chorvati i Slováci.s
V roce 1937 byl Pomáz postižen bleskovou povodní, která zničila řadu domů.
V roce 1944 byla obec okupována německým vojskem. Zahájena tu byla výstavba vojenského letiště. Pomáz byl osvobozen dne 26. prosince 1944 Rudou armádou při zajišťování severního okraje Budapešti.
Ve 20. století došlo k prudkému růstu Pomázu vzhledem k suburbanizaci Budapešti. Od druhé světové války později vznikala zástavba v podobě nízkých domů jihovýchodně od středu města. Ta se zrychlila hlavně od 90. let 20. století. Díky tomu se v letech 1990 až 2016 zvýšil počet obyvatel o třetinu. Postupným růstem tak získal Pomáz v roce 2000 status města.

## Pamětihodnosti

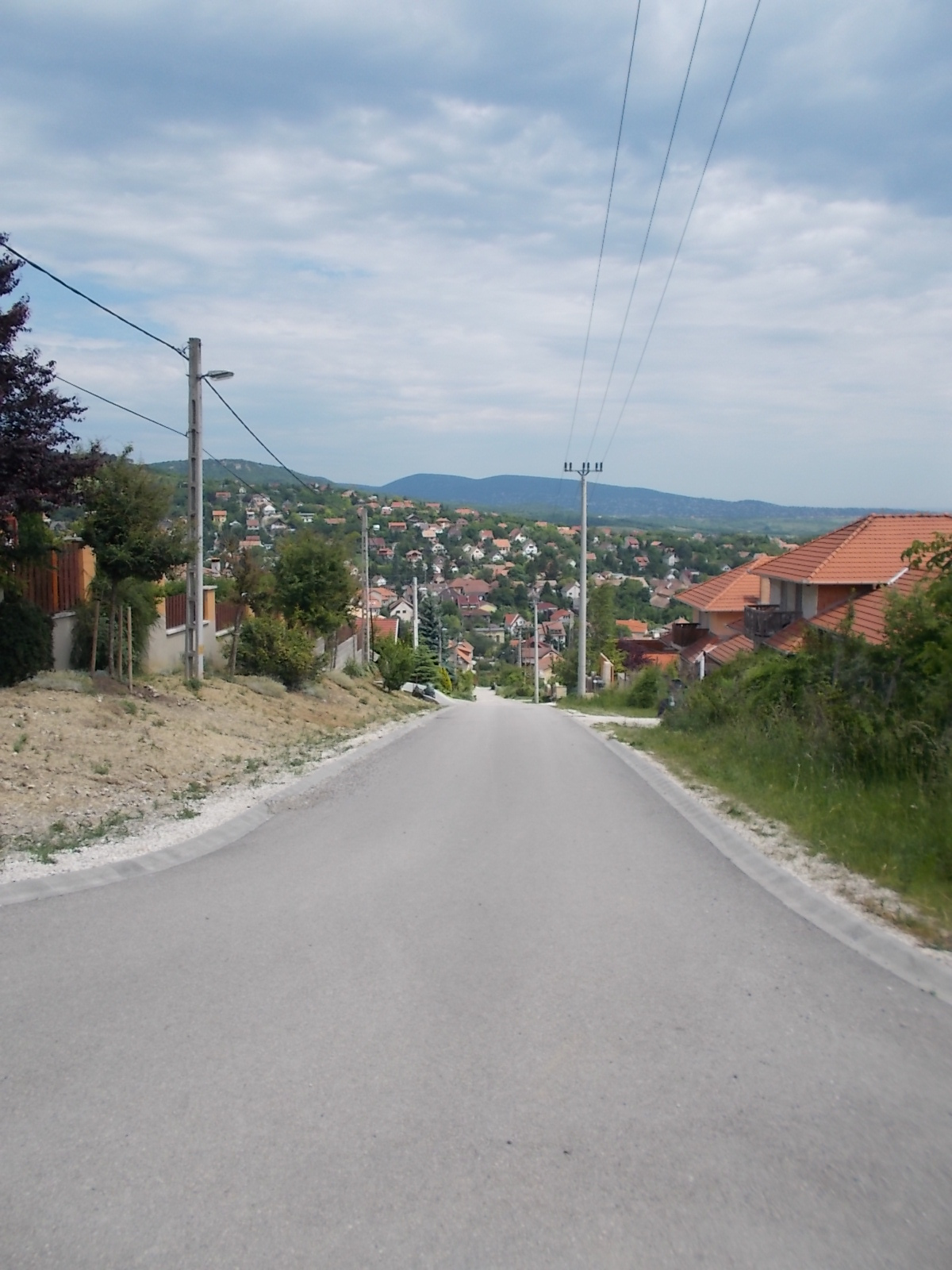
Ulice v Pomázu

Mezi místní pamětihodnosti patří pravoslavný kostel, který byl barokně přestavěn a dále zámek rodu Teleki-Wattayů z konce 18. století s francouzskou zahradou (palác dnes slouží také jako hotel). 
Ve městě se nachází také římskokatolický kostel a kostel reformované církve. Severovýchodně od Pomázu leží archeologické naleziště s pozůstatkem starého kostela.

## Ekonomika
Na východním okraji Pomázu se nachází průmyslová zóna napojená na místní železniční trať.

## Doprava
S Budapeští je město spojeno dopravně prostřednictvím linky příměstské železnice HÉV (trať Budapešť – Szentendre s jediným nádražím) a dále prostřednictvím silnice celostátního významu č. 11.

## Známé osobnosti
- Andreas Alföldi (1895–1981), historik
- Sándor Egervári (nar. 1950), fotbalový manažer
- Gyula Glykais (1893–1948), šermíř
- Ádám György (nar. 1982), pianista